# Einer nach dem anderen (2014)
Der von schwarzem Humor geprägte Actionfilm Einer nach dem anderen des norwegischen Regisseurs Hans Petter Moland hatte im Februar 2014 unter dem Titel Kraftidioten (Norwegisch für „der Vollidiot“; englischer Titel In Order of Disappearance) Premiere im Wettbewerb der 64. Berlinale. Der Filmverleih Neue Visionen brachte den Film im November 2014 in die deutschen Kinos. Mit Hard Powder (Originaltitel ist Cold Pursuit) drehte Moland ein Remake mit Liam Neeson in der Hauptrolle.

## Handlung
Der gebürtige Schwede und Schneepflugfahrer Nils Dickman wird „Einwohner des Jahres“ in seinem südnorwegischen Heimatort. Am Tag der Preisverleihung wird sein Sohn Ingvar von zwei Gangstern durch eine gewaltsam injizierte Überdosis Drogen getötet. Die Polizei geht davon aus, dass Ingvar ein Junkie war, und stellt die Ermittlungen ein. Dickman ist jedoch sicher, dass sein Sohn nicht drogenabhängig war, was zu einem Zerwürfnis mit seiner Frau führt und ihn in eine tiefe Depression stürzt. Als er sich in seiner Firmenwerkstatt durch einen Kopfschuss das Leben nehmen will, trifft er dort einen drogenabhängigen Freund seines Sohnes, der sich vor dem örtlichen Zweig der Drogenmafia versteckt. So erfährt Dickman, dass Ingvar ein Opfer dieser Drogenmafia geworden ist, und beschließt, auf eigene Faust zu ermitteln. Er findet, foltert und tötet nacheinander drei Mafia-Mitglieder, vernichtet deren Kokain und lässt die Leichen verschwinden.
Mafia-Chef „der Graf“ vermutet hinter dem Verschwinden seiner Leute und des Rauschgifts die serbische Konkurrenz, lässt eines deren Mitglieder töten und hängt den Toten an ein Schild mit der geografischen Höhenangabe „1389 Meter“, der Jahreszahl der Schlacht auf dem Amselfeld. Dort wird der junge Mann von Mitgliedern der serbischen Mafia gefunden. Es stellt sich heraus, dass er der einzige Sohn des Clanoberhauptes Papa war. Dieser schwört Rache – „Auge um Auge, Sohn um Sohn“.
Nils hat inzwischen den Grafen ausfindig gemacht, der einen Sohn hat, der abwechselnd bei ihm und bei seiner Mutter Marit lebt. Da er an den Grafen nicht herankommt, fragt er seinen Bruder Egil Dickman um Rat, der unter dem Namen „Wingman“ eine kriminelle Vergangenheit hatte und sich zur Ruhe gesetzt hat. Dieser vermittelt ihm einen dänischen, japanischstämmigen Auftragskiller, den „Chinesen“, der den Grafen töten soll. Der „Chinese“ verrät jedoch dem Grafen den Namen seines Auftraggebers „Dickman“, um das doppelte Honorar zu erzielen. Anschließend wird er jedoch von den Leuten des Grafen getötet. Der sucht Egil Dickman auf, da er fälschlicherweise annimmt, dass dieser der Auftraggeber des Chinesen sei. Egil weiß, dass er aufgrund einer Krebserkrankung nicht mehr lange zu leben hat, und übernimmt, um seinen Bruder zu schützen, die Verantwortung für den Mordauftrag, woraufhin er vom Grafen getötet wird.
Als dem Grafen klar wird, dass nicht die Serben für den Tod seiner Leute verantwortlich sind, erschießt er einen seiner Mitarbeiter und lässt dessen Kopf den Konkurrenten als Versöhnungsgeschenk überbringen. Der Getötete stand in einem heimlichen Liebesverhältnis mit einem anderen Bandenmitglied. Das Versöhnungsangebot wird von den Serben nicht angenommen und der Bote an Ort und Stelle erschossen.
Zur Vergeltung sollen zwei Serben den Sohn des Grafen aus der Schule entführen. Das Gleiche hat jedoch auch Nils vor und kommt den beiden zuvor. Nils quartiert den Sohn des Grafen bei sich ein und liest ihm abends, als dieser nicht einschlafen kann, aus Ermangelung anderer Literatur als Gutenachtgeschichte aus dem Prospekt seiner Schneefräse vor.
Der Hausmeister der Schule, der beobachtet hat, dass Nils der Entführer war, verrät dem Grafen am nächsten Tag gegen ein Honorar den Namen, den er auf dem Fluchtfahrzeug gelesen hat („Dickman“), denn Nils hatte einen seiner Firmenlieferwagen benutzt. Anschließend wird der Hausmeister von den Männern des Grafen getötet. Der Geliebte des geköpften Mafiamitgliedes verrät kurz darauf den Serben die Adresse von Nils’ Firma. Auf dem Gelände der Firma kommt es zum Showdown. Alle norwegischen und serbischen Mafiamitglieder sterben, bis auf den Mafiachef Papa und den von Nils versteckten Sohn des Grafen. Auch Nils überlebt das Gefecht. Papa und Nils, die beiden Väter, deren einzige Söhne getötet wurden, verlassen den Tatort mit einer von Nils’ Schneefräsen. Das letzte serbische Mafiamitglied, das in einem nahegelegenen Hotel geblieben war, landet mit seinem Gleitschirm genau vor der Fräse und wird zerhäckselt.

## Kritiken
„Ein Highlight […] der norwegische Film vom Berlinale-Dauergast Hans Petter Moland, der […] diesmal mit der sehr schwarzen Stellan-Skarsgård-Verbrecherkomödie ‚Kraftidioten‘ dabei ist. […] eines von vielen kleinen, lustigen Details […], die ‚Kraftidioten‘ vielleicht nicht gleich zum Meisterwerk, aber zu einem bitterbösen Spaß machen.“

„Gewürzt mit mehr als nur einer Prise rabenschwarzen Humors kommt einem bei den unendlichen Weiten norwegischer Schneelandschaften mitunter die US-amerikanische Kleinstadt ‚Fargo‘ in den Sinn, der die Coen-Brüder in ihrem Genremix aus schwarzem Humor, viel Blut und wunderschönen Bildern einst ein Denkmal setzten.“

„Moland wird die Geister, die er mit dieser zynischen Rachegeschichte rief, nicht mehr los. Das Morden verselbstständigt sich, und nur die Todesanzeigen bewahren dem Ganzen noch einen Rest menschlicher Würde.“

„Die sarkastisch-bluttriefende Komödie verbindet lakonische Gewaltdarstellung mit kauzigen Charakteren, ohne dabei die Spannung einschlägiger US-amerikanischer Genre-Vorbilder zu erreichen.“

## Auszeichnungen
2017 Academy of Science Fiction, Fantasy & Horror Films
- Nominiert für den Saturn Award in der Kategorie Bester Internationaler Film

2014 Amanda Awards
- Nominiert für den Amanda in der Bester Darsteller Kategorie (Årets mannlige skuespiller): Pål Sverre Hagen

2014 Austin Fantastic Fest
- Bester Darsteller Pål Sverre Hagen
- Bester Regisseur Hans Petter Moland

2014 Internationales Filmfestival von Berlin
- Nominiert für den Goldenen Bären Hans Petter Moland

2014 Internationales Filmfestival von Chicago
- Nominiert für den  Publikumspreis Hans Petter Moland

2014 Fantasia Filmfestival
- Bester International Film Hans Petter Moland

2015 Gopo Awards
- Nominiert für den Gopos Award als bester europäischer Film Hans Petter Moland

2014 Internationales Filmfestival von Hawaii
- Nominiert für den EuroCinema Hawai'i Award Bester Film Hans Petter Moland

2015 Italian Online Movie Awards (IOMA)
- Nominiert für den IOMA als bester europäischer Film (Miglior film europeo) Hans Petter Moland

2015 Internationales Filmfestival von Trondheim
- Nominiert für den Kanonprisen 	Beste Kamera Philip Øgaard
- Nominiert für den Kanonprisen Bestes Sound Design Gisle Tveito

2014 Internationales Filmfestival von Melbourne
- Nominiert für den People’s Choice Award Bester Film Hans Petter Moland (7. Platz)